# Lobera (espada)

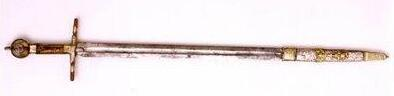
Lobera, espada de Fernando III el Santo, Catedral de Sevilla.

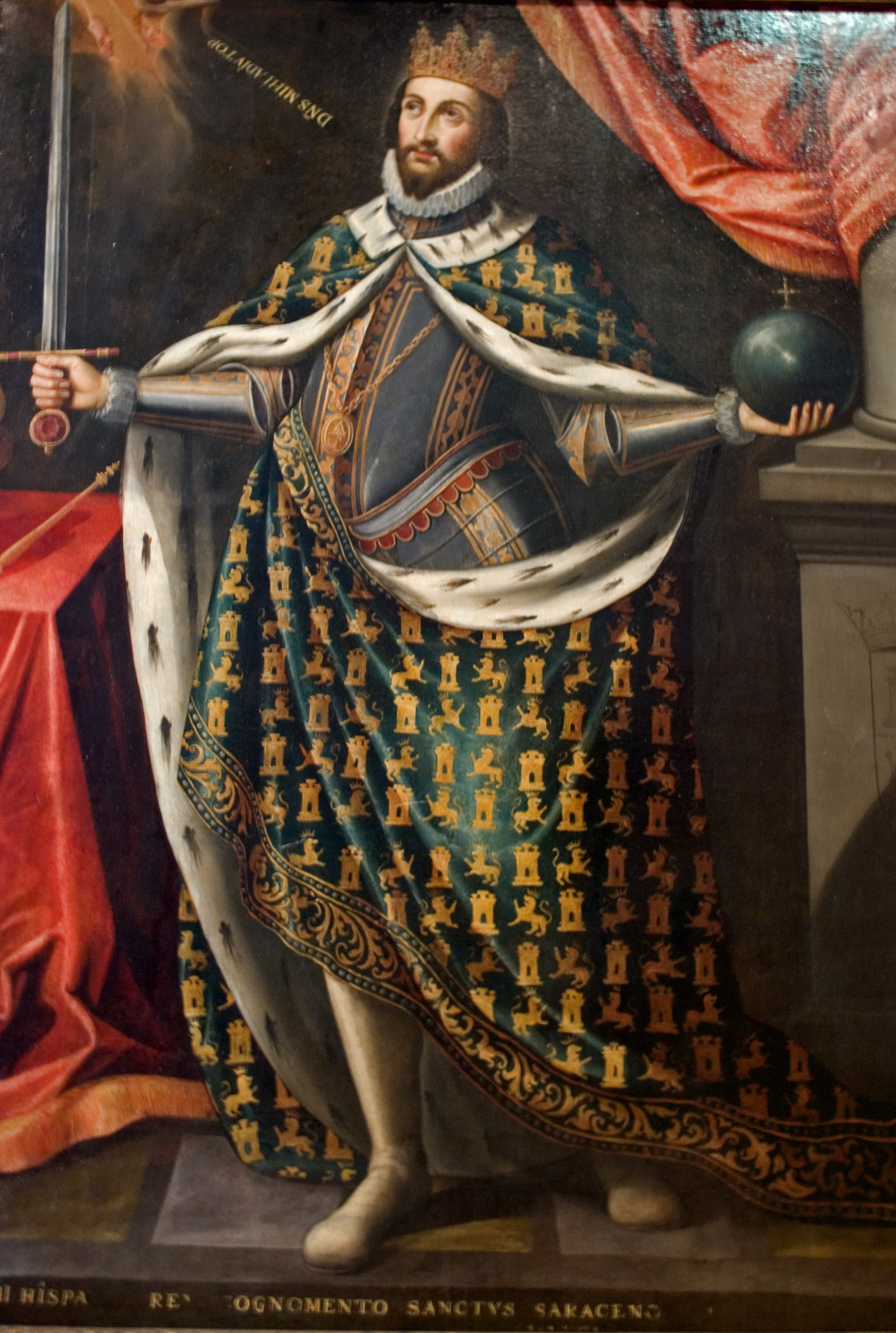
El Rey Fernando III el Santo representado con Lobera empuñada.

Lobera era la espada del rey Fernando III el Santo, hoy en día conservada como reliquia en la Catedral de Sevilla, de donde cada año es sacada en procesión para conmemorar la reconquista de Sevilla en 1248 por dicho rey.
Era el símbolo de poder de Fernando III, y así aparecerá en muchos grabados, con espada y orbe en mano, en vez del tradicional cetro.

## Descripción
Es una espada de hoja plana y dos filos, que mide 0,854 m de largo y 0,053 m por la parte más ancha, disminuyendo, casi insensiblemente, hasta terminar en punta redonda.

## Etimología
La etimología está discutida; podría ser que la "lobera" era una espada de caza, o que se llevara con el traje llamado "loba", o bien fuese el nombre de la espada, dada la costumbre de la época.

## Leyenda e historia
El célebre escritor Don Juan Manuel, que era nieto de Fernando III de Castilla, consignó en su Libro de los ejemplos del conde Lucanor y de Patronio que la espada pertenecía originariamente al conde Fernán González (héroe épico del Poema de Fernán González).
En su lecho de muerte, Fernando III dirigiéndose a su hijo menor, el infante D. Manuel, le dijo: «non vos puedo dar heredad ninguna, mas dovos la mi espada Lobera, que es cosa de muy grand virtud et con que me fizo Dios a mi mucho bien».
El 29 de agosto de 1326, Don Juan Manuel, al que pertenecía en esos momentos la espada Lobera, derrotó a las tropas del reino de Granada en la batalla de Guadalhorce, donde murieron unos 3.000 musulmanes y unos 80 castellanos, y en la Gran Crónica de Alfonso XI se consignó que, en un momento en que la situación de los castellanos era precaria, ya que la retaguardia, dirigida por Sancho Manuel de Castilla, hermanastro de Don Juan Manuel, estaba siendo arrollada, este último tomó la espada Lobera y pronunció una oración antes de lanzarse al combate. La misma crónica la vuelve a mencionar empuñada por el propio Don Juan Manuel en la batalla del Salado de 1340: «Entonces el Rey envió decir a Don Joan, fijo del infante Don Manuel, con un caballero, que po que no pasaban él e los de la delantera el río. Et un escudero que decían Garci Jufre Tenoryo, fijo del Almirante que mataron los moros en la flota, et era vasallo del Rey et iba en la delantera, dixo a este Don Joan que la su espada lobera, que el dicía que era la virtud, que más debía hacer en aquel día».

## Tradiciones
Según dispuso Alfonso X en 1255, cada 23 de noviembre, festividad de San Clemente, se conmemora la toma de Sevilla con una procesión solemne, llamada de Tercias o de la "Espada", en la que el Rey, o el Asistente en Sevilla en su representación, actualmente el alcalde, porta la Lobera y el concejal más joven del ayuntamiento porta el Pendón de San Fernando. Ambos son acompañados por los dos cabildos, municipal y eclesiástico y por la Orden de Caballeros de San Clemente y San Fernando. Esta procesión discurría en sus inicios por las gradas altas de la Catedral de Sevilla, haciéndolo en la actualidad por las naves del templo.